# البنك التجاري للشرق الأدنى
البنك التجاري للشرق الأدنى (NECB BANK)، من مصارف لبنان المالية. تأسس عام 1978.

يملك البنك 6 فروع، موزعة في بيروت وضواحيها.